# Papierek wskaźnikowy

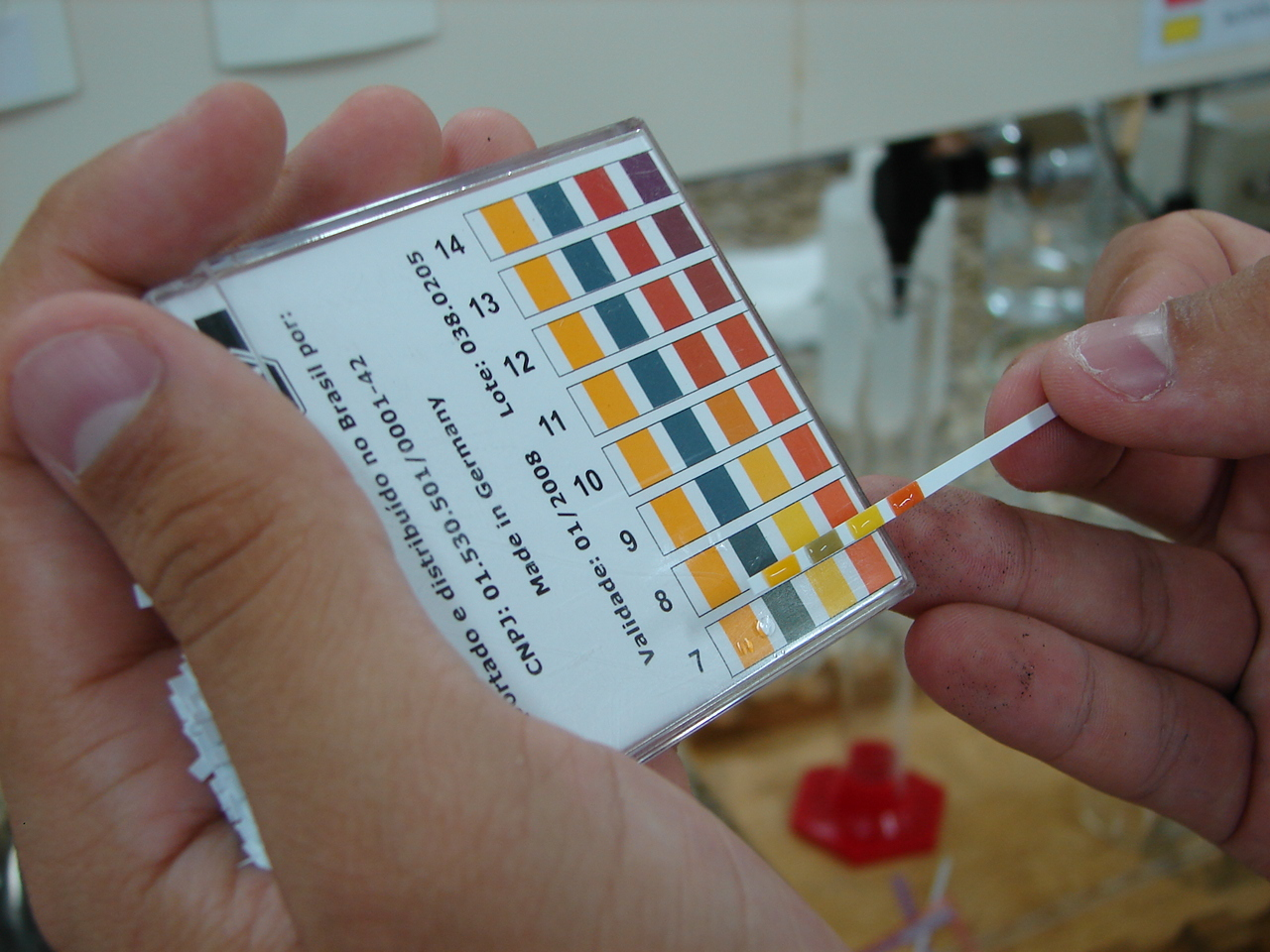
Przyrównywanie barwy papierka wskaźnikowego do barwy zamieszczonej na opakowaniu (odpowiadającej skal pH)

Papierek wskaźnikowy – kawałek bibuły najczęściej w kształcie paska, nasączony roztworem substancji chemicznej będącej indykatorem i wysuszony. Papierek wskaźnikowy po zwilżeniu roztworem wykrywanej substancji zmienia swoje zabarwienie jeżeli substancja ta znajduje się w badanym roztworze. Papierki wskaźnikowe stosuje się do wykrywania różnych substancji. Najpowszechniej stosowane są papierki uniwersalne do określania pH roztworu.

## Papierki do określania pH roztworu

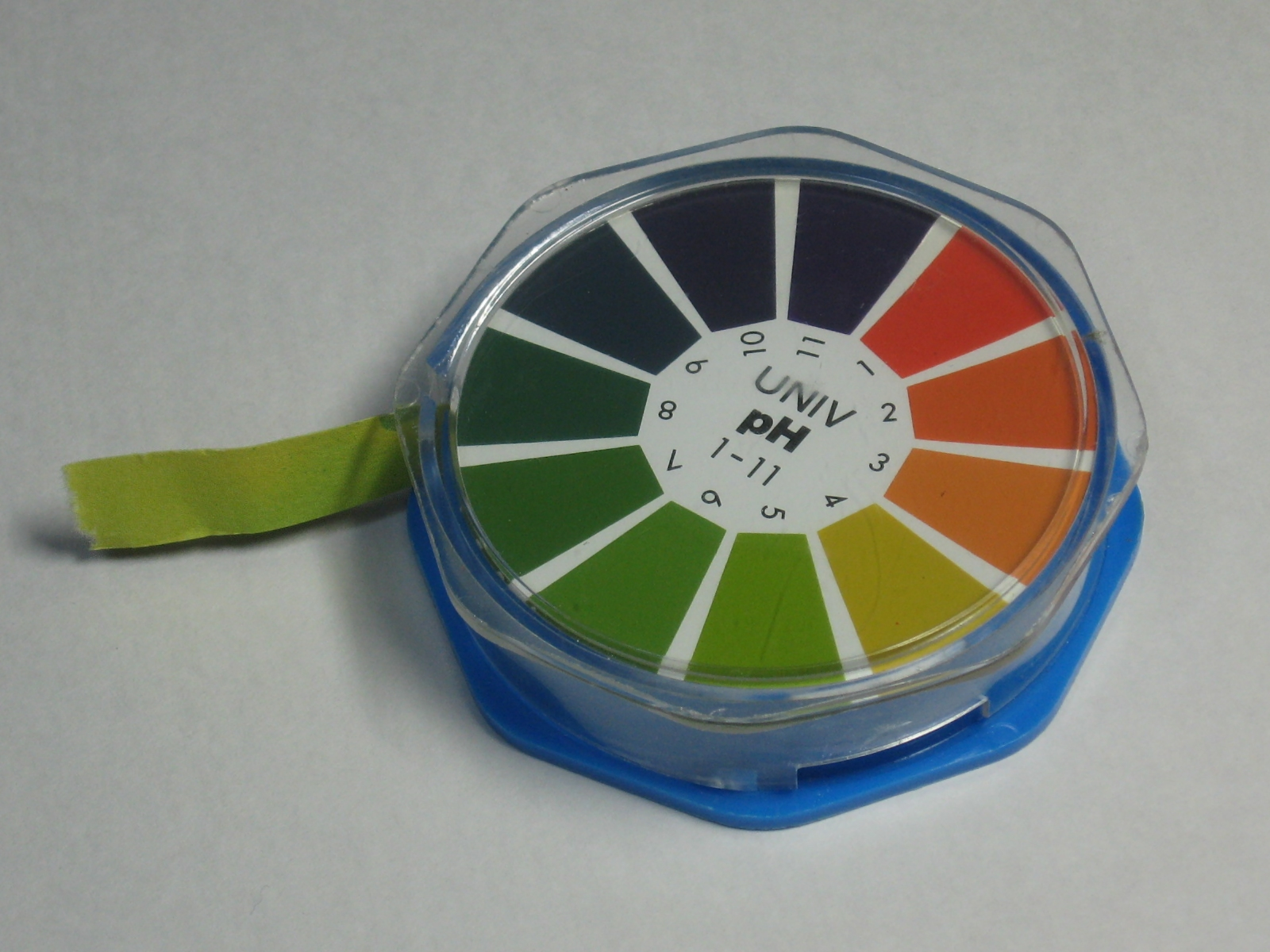
Papierek uniwersalny do oznaczania skali pH w rozwijanej rolce

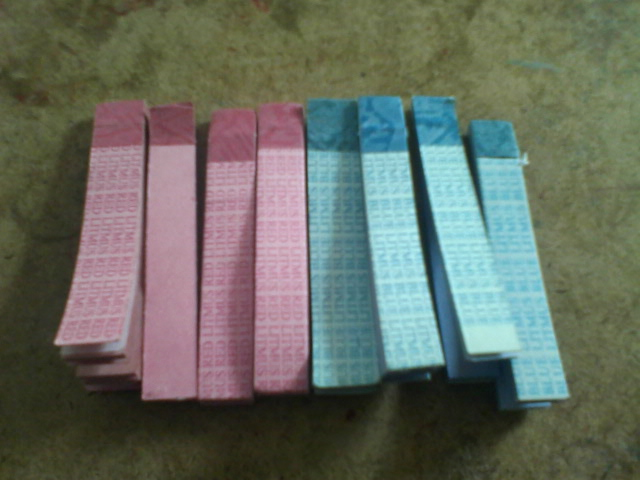
Papierki lakmusowe czerwone (z lewej) i lakmusowe niebieskie (z prawej)

### Papierek uniwersalny
Papierek do oznaczania pH roztworu. Po zwilżeniu roztworem badanym przyjmuje barwę pozwalającą określić przybliżoną wartość pH roztworu z dokładnością do 1–2 jednostek pH. Stosowane są papierki zarówno w pełnym zakresie pH (1–14), jak i zawężonych zakresach np. 1–10, a nawet w bardzo wąskich przedziałach skali o większej dokładności np. pH 2,0–4,0.

### Papierek kongo
Papierek nasączony roztworem czerwieni kongo stosowany do wykrywania środowiska kwasowego. Zmiana barwy następuje w zakresie pH 3,0–5,2 z niebieskiej na czerwoną.

### Papierek lakmusowy
Papierek nasączony roztworem lakmusu, stosowany jest do określania odczynu roztworu (pH). Papierki lakmusowe są coraz rzadziej stosowane, gdyż obecnie pH oznacza się przy pomocy papierków uniwersalnych lub pH-metrów.
Wyróżnia się trzy rodzaje papierków lakmusowych: lakmusowy czerwony – do wykrywania odczynu zasadowego, lakmusowy niebieski – do wykrywania odczynu kwasowego oraz lakmusowy obojętny o barwie fioletowej do wykrywania zarówno odczynu kwasowego, jak i zasadowego (w środowisku kwasowym zmienia barwę na czerwoną, a w środowisku zasadowym na niebieską).

## Inne papierki wskaźnikowe

### Papierek jodoskrobiowy

Schematyczny widok helisy amylozy kompleksującej jon I3(-)

Papierek nasączony roztworem jonów jodkowych oraz skrobi. Służy do wykrywania utleniaczy w roztworze zabarwiając się na kolor niebieski lub ciemnogranatowy. Pod wpływem utleniacza jony I−
 utleniają się do pierwiastkowego jodu I
2, który tworzy z nadmiarem jonów jodkowych jon I−
3 (I−I−I−
). Ten zaś tworzy z amylozą oraz amylopektyną zawartą w skrobi barwny kompleks. Zasada działania papierka jodoskrobiowego jest podobna jak w próbie jodowej na wykrywanie skrobi.
Przykładowe zastosowania:
Wykrywanie kwasu azotawego (HNO
2) generowanego in situ np. w reakcjach syntezy soli diazoniowych.

### Papierek kobaltawy
Papierek nasączony bezwodnym roztworem soli kobaltu(II) (Co2+
) np. chlorku kobaltu(II) (CoCl
2) w bezwodnym rozpuszczalniku organicznym np. etanolu absolutnym (100%). Służy do wykrywania wilgoci w próbce. Bezwodne sole kobaltu mają barwę błękitno-niebieską. Pod wpływem wody kation Co2+ jest hydratowany przez sześć cząsteczek wody tworząc [Co(H
2O)
6]2+
 o barwie różowej.
|                 |              |                    |
| CoCl 2 bezwodny | CoCl 2·6H 2O | Papierki kobaltawe |

### Papierek cyrkonowo-alizarynowy S
Papierek stosowany do wykrywania atomów fluoru w cząsteczce badanej substancji po stopieniu z sodem. Wynik próby jest pozytywny jeżeli po naniesieniu kropli zakwaszonej próbki na papierek zmienia on barwę z czerwonej na żółtą. Papierek cyrkonowo-alizarynowy S sporządza się zanurzając czystą bibułę w roztworze mieszaniny azotanu cyrkonu(IV) (Zr(NO
3)
4) w kwasie solnym. Po wysuszeniu bibułę zanurza się w roztworze sulfonianu sodu alizaryny, następnie płucze się go dokładnie wodą i pozostawia do wysuszenia.

### Papierek ołowiowy
Służy do wykrywania jonów siarczkowych S2−
 w roztworze.

### Papierek palladowy
Służy do wykrywania CO.